# Ектор Марчена
Ектор Марчена де ла О (ісп. Héctor Marchena de la O; нар. 4 січня 1965, Лмион, Коста-Рика) — костариканський футболіст, виступав на позиції захисника та опорного півзахисника. На клубному рівні захищав кольори, зокрема, «Картагінес» та «Ередіано». Учасник чемпіонату світу з футболу 1990 року.

## Клубна кар'єра
Вихованець «Картагінес», у футболці якого 1987 року розпочав дорослу футбольну кар'єру. У складі клубу з Картаго дебютував в 9 березня 1985 року в поєдинку костариканському Прімера Дивізіоні проти «Сан-Карлос» (0:1). Напередодні старту сезону 1992/93 років перебрався в «Ередіано». У червні 1996 року перейшов у «Турріальбу», але травма коліна в жовтні 1996 року перервала його кар'єру.
У грудні 1998 року залишив посаду помічника адміністратора в Banco Popular, щоб відновити кар'єру в «Рамоненсе». Рік по тому повернувся до «Картагінес».
Будучи орендованим «Депортіво Сапрісса», він забив головою голову проти збірної СНД у 1989 році.

## Кар'єра в збірній
Дебютував за національну збірну Коста-Рику в лютому 1987 року в товариському матчі проти Південної Кореї. Загалом за національну команду провів 48 матчів, голами не відзначався. Представляв свою країну в 13 матчах кваліфікації чемпіонату світу та був частиною збірної команди, яка грала на чемпіонаті світу 1990 року в Італії, і брала участь у всіх чотирьох зіграних матчах. Також грав на Кубку націй Центральної Америки 1991 року та на Золотому кубку КОНКАКАФ 1991 року.
Востаннє футболку національної збірної Норвегії одягав 19 січня 1994 року.

## Особисте життя
Одружений, має 6 дітей. Працював у Banco Popular та Recope.

## Титули і досягнення
- Переможець Чемпіонату націй КОНКАКАФ: 1989
- Переможець Кубка центральноамериканських націй: 1991